# スタディオ・ディエゴ・アルマンド・マラドーナ
スタディオ・ディエゴ・アルマンド・マラドーナ（Stadio Diego Armando Maradona）は、イタリア・カンパニア州ナポリにある多目的スタジアム。セリエA・SSCナポリのホームスタジアムである。

## 概要
1989年に1990 FIFAワールドカップ開催のため改築された。その1990 FIFAワールドカップでは、準決勝のイタリア代表と当時SSCナポリに所属していたディエゴ・マラドーナ擁するアルゼンチン代表の試合など計5試合が行われた。開場時に比べて大きく収容人数を減らしたものの、いまだなおイタリアではスタディオ・ジュゼッペ・メアッツァ、スタディオ・オリンピコ・ディ・ローマに次いで3番目に大きいサッカースタジアムである。名称は、在籍時にSSCナポリへ複数のタイトルをもたらしたことで「ナポリの王様」と称されたディエゴ・マラドーナが2020年11月25日に死去した際、その功績を称える目的で同年12月4日に改称されたもので、それ以前の名称はスタディオ・サン・パオロ（Stadio San Paolo）であった。

## 開催された主な大会・試合
- 1960年ローマオリンピック

| 日付          | ホームチーム | 結果         | アウェーチーム | ラウンド  |
| ------------- | ------------ | ------------ | -------------- | --------- |
| 1960年8月26日 | イタリア     | 4-1          | 中華民国       | グループB |
| 1960年8月29日 | ハンガリー   | 6-2          | ペルー         | グループD |
| 1960年9月1日  | アルゼンチン | 2-0          | ポーランド     | グループC |
| 1960年9月5日  | イタリア     | 1-1 (延長戦) | ユーゴスラビア | 準決勝    |

- UEFA欧州選手権1968

| 日付         | ホームチーム | 結果         | アウェーチーム | ラウンド |
| ------------ | ------------ | ------------ | -------------- | -------- |
| 1968年6月5日 | イタリア     | 0-0 (延長戦) | ソビエト連邦   | 準決勝   |

- UEFA欧州選手権1980

| 日付          | ホームチーム | 結果         | アウェーチーム   | ラウンド  |
| ------------- | ------------ | ------------ | ---------------- | --------- |
| 1980年6月11日 | オランダ     | 1-0          | ギリシャ         | グループA |
| 1980年6月14日 | 西ドイツ     | 3-2          | オランダ         | グループA |
| 1980年6月18日 | スペイン     | 1-2          | イングランド     | グループB |
| 1980年6月21日 | イタリア     | 1-1 (8-9 p.) | チェコスロバキア | 3位決定戦 |

- 1990 FIFAワールドカップ

| 日付          | ホームチーム | 結果         | アウェーチーム | ラウンド  |
| ------------- | ------------ | ------------ | -------------- | --------- |
| 1990年6月13日 | アルゼンチン | 2-0          | ソビエト連邦   | グループB |
| 1990年6月18日 | アルゼンチン | 1-1          | ルーマニア     | グループB |
| 1990年6月23日 | カメルーン   | 2-1 (延長戦) | コロンビア     | ベスト16  |
| 1990年7月1日  | イングランド | 3-2 (延長戦) | カメルーン     | 準々決勝  |
| 1990年7月3日  | イタリア     | 1-1 (3-4 p.) | アルゼンチン   | 準決勝    |

- クラブチームによる国際大会

| 日付         | ホームチーム | 結果 | アウェーチーム        | ラウンド       |
| ------------ | ------------ | ---- | --------------------- | -------------- |
| 1989年5月3日 | SSCナポリ    | 2-1  | VfBシュトゥットガルト | UEFAカップ決勝 |

## ギャラリー

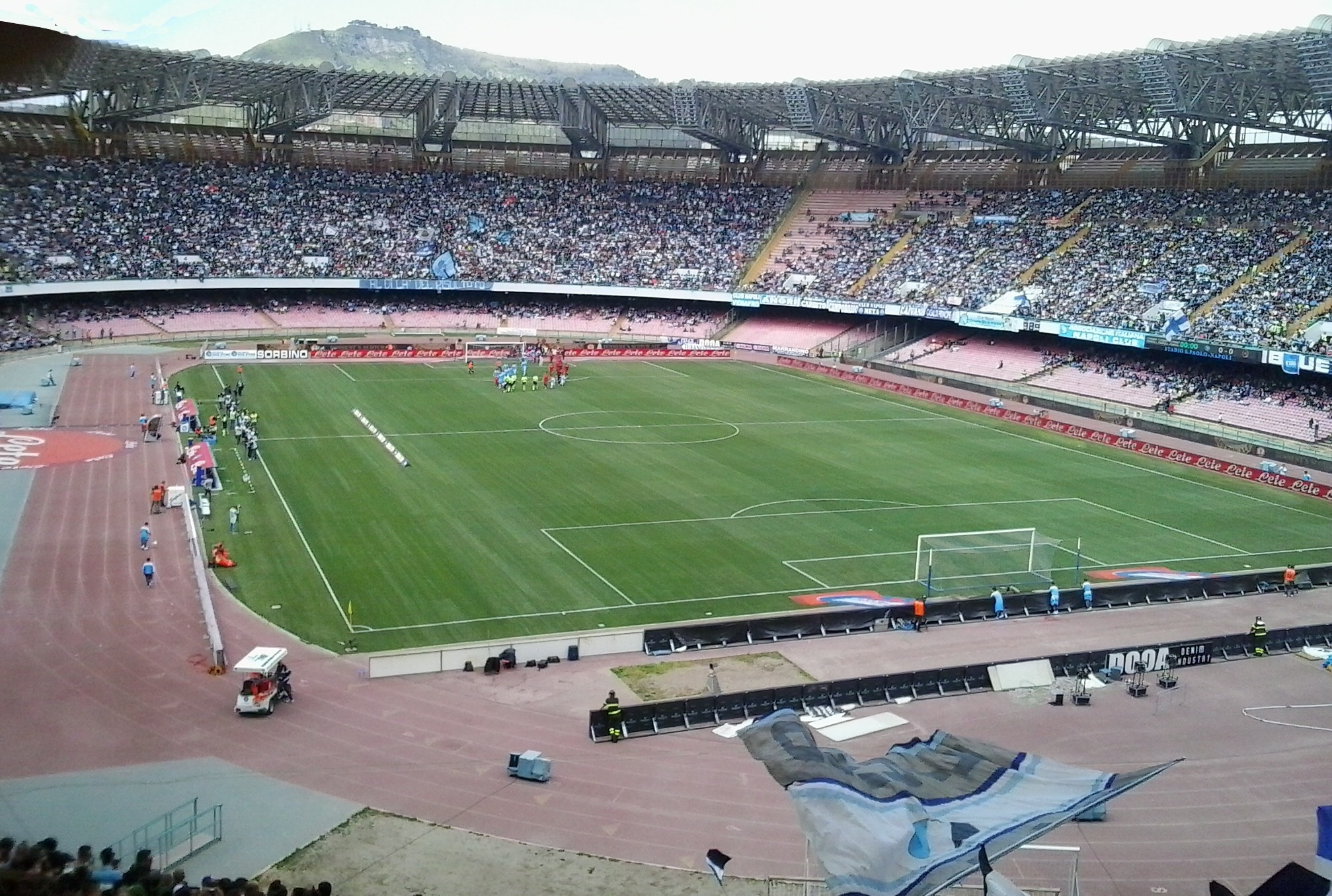
2014年の内観
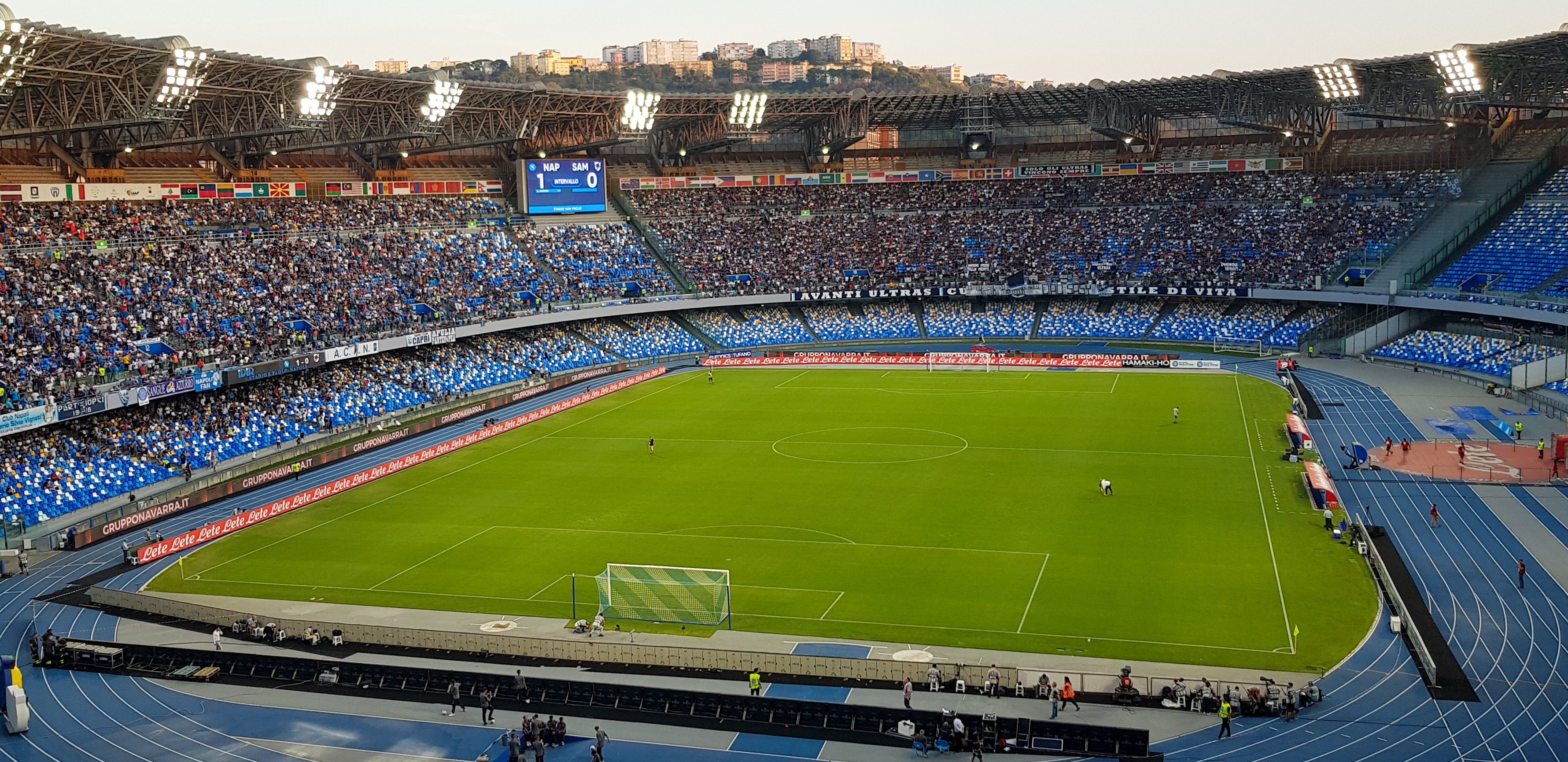
2019年の内観
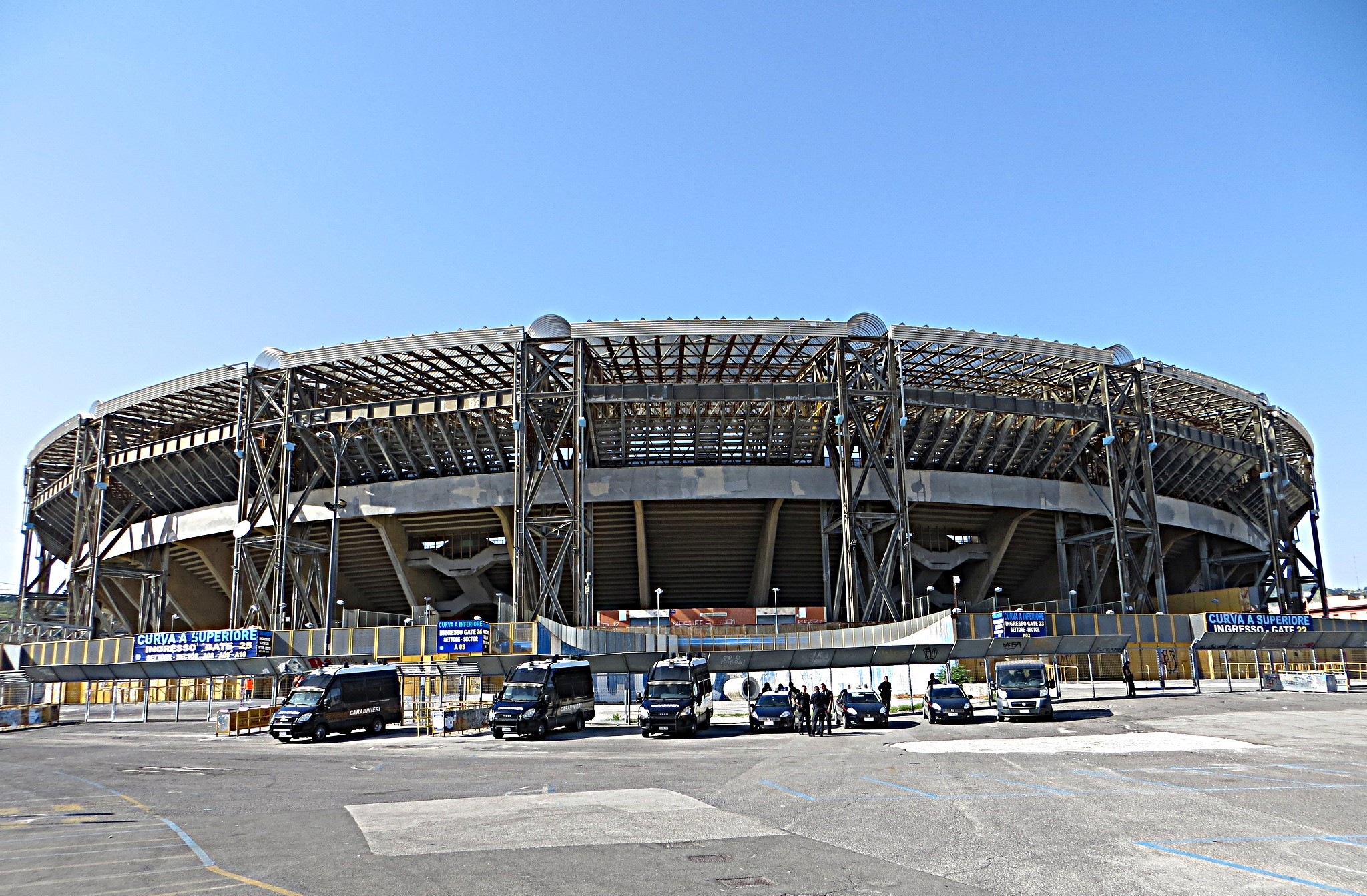
2015年の外観
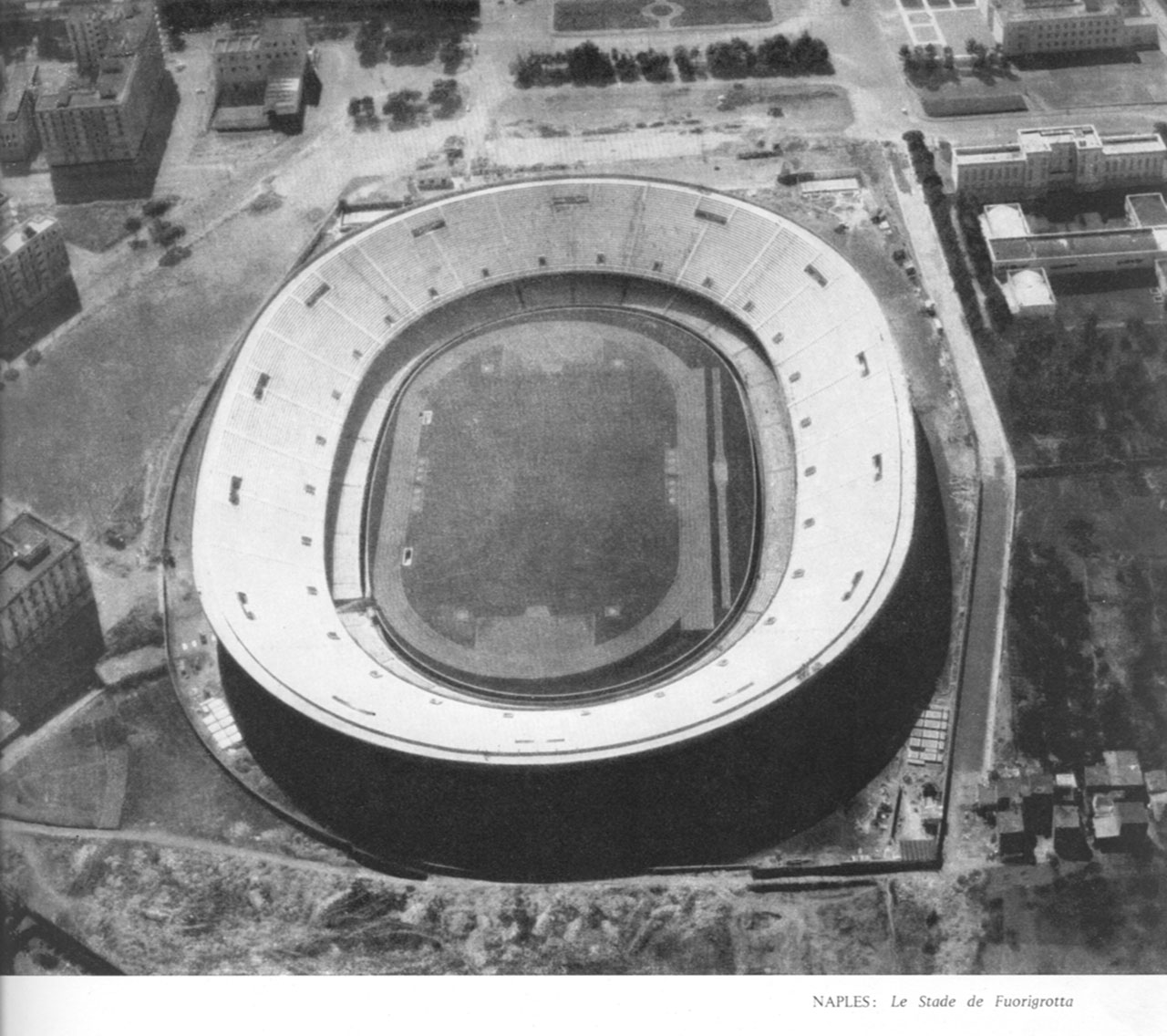
1963年の空撮